# Bitwa pod Cassano
Bitwa pod Cassano – starcie zbrojne, które miało miejsce 16 sierpnia 1705 podczas hiszpańskiej wojny sukcesyjnej.
Zwycięstwo armii francuskiej Vendome’a nad armią cesarską dowodzoną przez Eugeniusza Sabaudzkiego. W Cassano d’Adda piechota austriacka przełamała się przez francuskie linie i pozostała jej tylko ostatnia linia broniona przez 3 irlandzkie regimenty. Doszło do zażartej walki, w wyniku której Irlandczycy za cenę ciężkich strat (szczególnie wśród oficerów) odparli natarcie.